# ASP pistol
A ASP foi uma pistola semiautomática customizada, projetada e construída por  Paris Theodore, dono da Seventrees, Ltd., uma empresa de armas e coldres customizados na cidade de Nova Iorque, do início da década de 1970 até 1987. A ASP era baseada na Smith & Wesson Model 39, porém, com empunhadura de Lexan transparente, permitindo ao atirador, ver a quantidade de munição restante; um cão arredondado; uma guarda de gatilho (guarda mato) pontiaguda e sem alça de mira frontal. Devido a esses avanços, a ASP foi a responsável pelo desenvolvimento subsequente de pistolas muito portáteis e discretas.